# Walker Art Center
Walker Art Center är ett konstmuseum för samtida konst i Minneapolis i Minnesota i USA. Det anses vara ett av landets fem största museer för modern konst tillsammans med Museum of Modern Art, Solomon R. Guggenheim Museum, San Francisco Museum of Modern Art och Hirschhorn Museum and Sculpture Garden. Museet invigdes den 22 maj 1927 av Thomas Barlow Walker och var den första offentliga konsthallen i Övre mellanvästern. Museet började specialisera sig på modern konst under 1940-talet, då en gåva från Gilbert Walkers hustru gjorde det möjligt att köpa in konst av den tidens betydelsefulla konstnärer, däribland skulpturer av Pablo Picasso, Henry Moore, Alberto Giacometti med flera. Nära museet ligger Minneapolis Sculpture Garden som öppnade 1988 och Cowles Conservatory. Walker Art Center genomgick en renovering och utvidgning under april 2005.

## Historik
Thomas Barlow Walker (1840–1927), Walker Art Centers grundare, var skogshuggare i Minneapolis, entreprenör och en uppmärksammad mecenat. Han var den andra ordföranden i Minneapolis Society of Fine Arts (det nu styrande organet över Minneapolis Institute of Art) 1888–93. Hans dröm var att få se sin konstsamling i en del av institutet, men styrelseledamöterna avböjde hans erbjudan att donera samlingen, vilket resulterade i hans avgång från organisationen och tillkomsten av det egna museet. Walker Art Center öppnades den 22 maj 1927, bara några månader före hans död i oktober samma år.
Efter hans död drevs museet av T.B. Walker Foundation, som är ett familjeföretag som Walker skapade 1925. Sone Archie D. Walker tog över den dagliga skötseln med hjälp av sina barn, Hudson D. Walker och Louise Walker. Reuben Adams, den enda utanför släkten Walker, arbetade tillsammans med Archie och utförde de grundläggande uppgifter som krävdes. År 1964 anställde museidirektören Martin Friedman Peter Seitz som museets förste designchef. Seitz kom att skapa utställningar och tidskriften Design Quarterly.

## Området

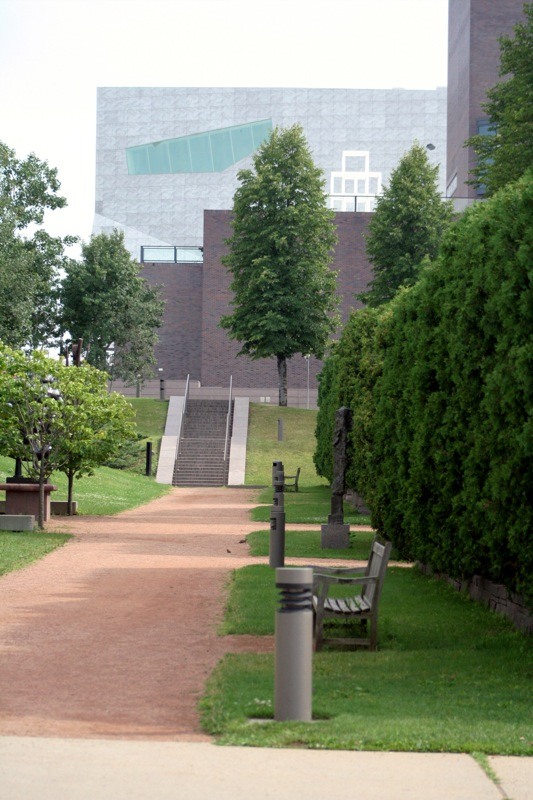
Minneapolis Sculpture Garden.

Centret, som inkluderar både byggnader och parker, täcker ett 69 000 kvadratmeter stort område beläget mellan uptown och downtown i Minneapolis. Den norra delen av byggnaden invigdes 1971 och var ritad av Edward Larrabee Barnes. Denna ursprungliga byggnad är tegelklädd, med en sluten exteriör och innefattar rogivande vita gallerier som ”bildar en spiral upp runt ett centralkärna” med få fönster. År 2005 utvidgades anläggningen för 70 miljoner dollar av Herzog & de Meuron, som fördubblade ytan och lade till 12 000 kvadratmeter inomhusyta och 16 200 kvadratmeter grönområde i form av en offentlig park, formgiven av landskapsarkitekten Michel Desvigne, vilket förbinder museet med skulpturområdet.
Utvidgningen inbegrep ytterligare utställningssalar, en restaurang skapad av Wolfgang Puck, en teater med 385 sittplatser, en interaktiv experimentverkstad för konst med mera. Talrika allmänna utrymmen (såsom foajéer där besökare skall kunna kontemplera och konversera i de utvidgade utställningsytorna) har lagts till, eftersom den ursprungliga byggnaden hade begränsade allmänna utrymmen.
Utbyggnaden är en stor kub av glas och aluminium, vilken nedtill skjuter ut över gångbanan och sträcker sig över Lyndale Avenue. Aluminiumexteriören är ”utformad för att se ut som varsamt tillskrynklat papper” som hela tiden ändrar sig i luften. Beroende på om det regnar eller solen skiner, reflekterar och förändras panelerna för att alstra olika exteriörer. Byggnaden har en transparent och öppen karaktär, vilken kontrasterar mot den äldre, fyrkantiga byggnaden. Från de asymmetriska fönstren syns omgivande landskap ur olika synvinklar. Därifrån leder en inglasad passage ovanför marken till utställningssalarna.
Minneapolis Sculpture garden, ett samarbete mellan centret och Minneapolis Park and Recration Board, är en skulpturpark på den norra delen av museiområdet. Parken öppnade 1988 och utvidgades 1992 till nuvarande storlek på 44 500 kvadratmeter.

## Program
Centret är en multidisciplinär institution med program inom bildkonst, scenkonst, film och video, såväl som pedagogiska och samhälleliga program, design och nya media. Dess samling inbegriper alster från konstnärer som Matthew Barney, David Bowes, Chuck Close, Roy Lichtenstein, Yoko Ono, Nam June Paik, Wolf Vostell   och Andy Warhol.